# أندرو كليمنتس
أندرو كليمنتس (بالإنجليزية: Andrew Clements)‏ هو كاتب وكاتب للأطفال أمريكي، ولد في 29 مايو 1949 في كامدن في الولايات المتحدة.

## وصلات خارجية
- أندرو كليمنتس على موقع ميوزك برينز (الإنجليزية)